# چمشک
چمشک، روستایی در دهستان میانکوه شرقی بخش افرینه شهرستان معمولان در استان لرستان ایران است. این روستا، مرکز دهستان میانکوه شرقی است.

## جمعیت
بر پایه سرشماری عمومی نفوس و مسکن در سال ۱۳۹۵، جمعیت این روستا برابر با ۲۳۹ نفر (۶۹ خانوار) بوده‌است.